# スカルツィ橋

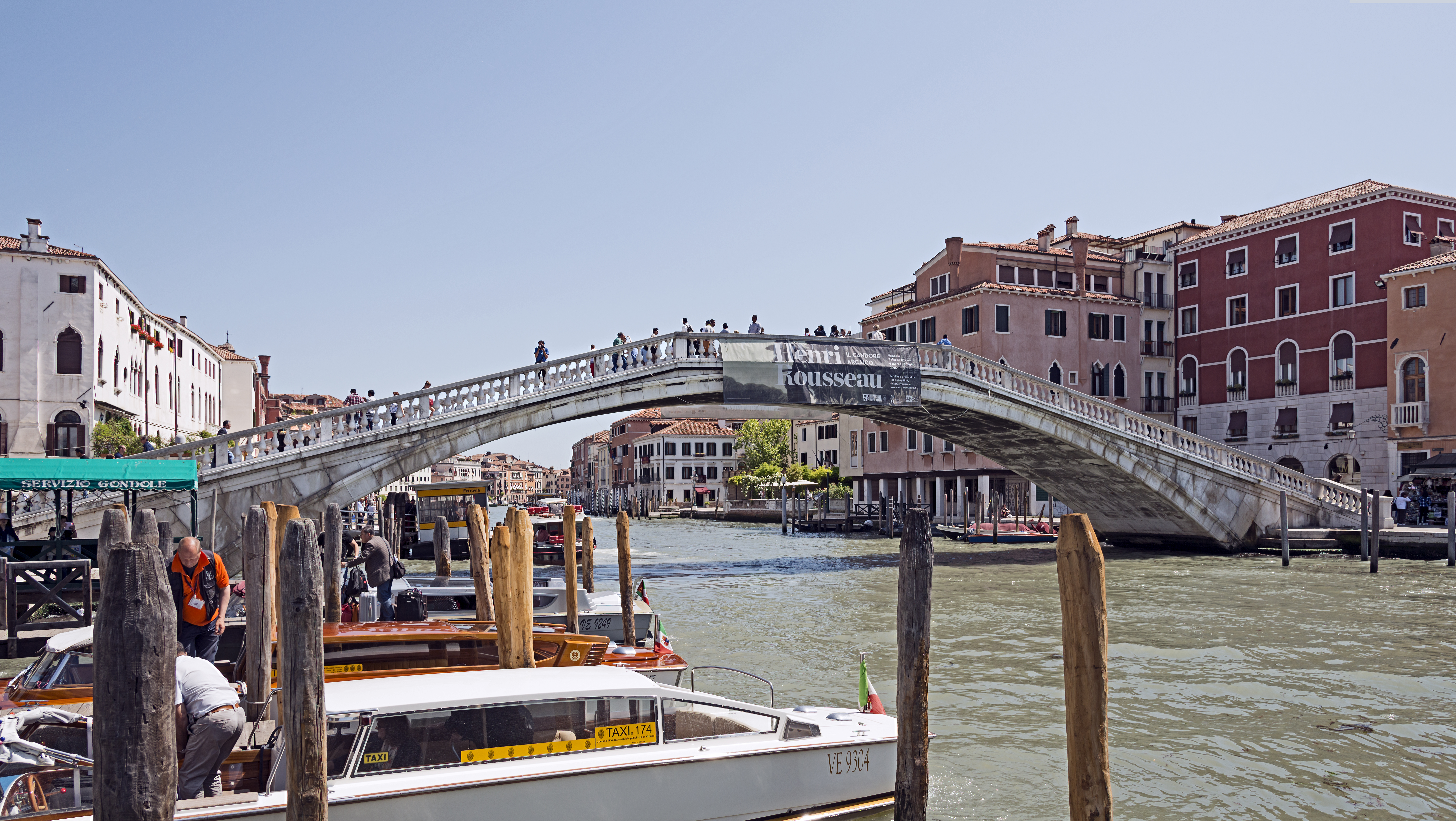
スカルツィ橋

スカルツィ橋(Ponte degli Scalzi)は、リアルト橋、アッカデミア橋、そして2008年に開通したコスティトゥツィオーネ橋と共にヴェネツィアのカナル・グランデにかかる4つの橋の一つである。
鉄道のサンタ・ルチア駅の近くにあるため、駅の橋(ponte della stazione)または鉄道の橋(ponte della ferrovia)とも呼ばれる。
技師エウジェニオ・ミオッツィ(Eugenio Miozzi, 1889年-1979年)の計画により、1932年5月4日に建設作業が開始され、完成式典は1932年10月28日に行われた。
イストリア石を全面に用い、アーチが一つの橋として造られている。
以前、この場所にはオーストリア時代の1858年に作られた鉄の橋があった。